# رهبری سید علی خامنه‌ای
پس از مرگ سید روح‌الله خمینی در ۱۳۶۸، سید علی خامنه‌ای که رئیس‌جمهور بود، به‌عنوان دومین رهبر جمهوری اسلامی ایران انتخاب شد. پیش از انتخاب خامنه‌ای، حسینعلی منتظری قائم‌مقام رهبر ایران بود و برای رهبری در نظر گرفته شده بود. انتخاب خامنه‌ای در آن زمان به‌دلیل نداشتن مرجعیت بحث‌برانگیز بود. خامنه‌ای همه‌گیری کووید-۱۹ را احتمال «حملهٔ بیولوژیکی» توصیف و واردات واکسن آمریکایی و انگلیسی به ایران را ممنوع کرد که عفو بین‌الملل واکنش نشان داد و در بیانیه‌ای نوشت: «خامنه‌ای در حال بازی با جان میلیون‌ها انسان است.» به وی اتهاماتی چون دستور ترور میکونوس نسبت داده شده است. همچنین در فروردین ۱۴۰۴ سباستین باسو، دادستان اصلی پرونده انفجار آمیا، مرکز یهودیان آرژانتین در بوئنوس آیرس از دادگاه فدرال این کشور خواست که برای علی خامنه‌ای، رهبر ایران حکم بازداشت داخلی و بین‌المللی صادر کند. اعتراضات گسترده‌ای شامل اعتراضات دانشجویی ۱۳۷۸، اعتراضات جنبش سبز در سال‌های ۱۳۸۸ و ۱۳۸۹، اعتراضات دی ۱۳۹۶، اعتصابات ۱۳۹۷–۱۳۹۸، اعتراضات آبان و دی ۱۳۹۸ و خیزش ۱۴۰۱ ایران به وقوع پیوست که همه آنها به شکل خون‌باری در دوران رهبری وی سرکوب شد.

## آغاز رهبری
پس از درگذشت خمینی، خبرگان رهبری در تاریخ ۱۴ خرداد ۱۳۶۸، سید علی خامنه‌ای را که در آن زمان ریاست جمهوری ایران را به‌عهده داشت، به سمت «رهبر جمهوری اسلامی ایران» برگزیدند.

### برگزیدگی به رهبری
پیش از درگذشت خمینی، حسینعلی منتظری برای جانشینی او برگزیده شده‌بود. در ۶ فروردین سال ۱۳۶۸ و همزمان با درگیری منتظری با نظام، روح‌الله خمینی وی را از این سمت عزل کرد و سپس وی نیز استعفا داد. به گفته محمدرضا مهدوی کنی در کتاب خاطراتش، مسئلهٔ قائم مقامی رهبری در قانون اساسی پیش‌بینی نشده‌بود. اما به دلیل مریضی و سالخوردگی خمینی، مجلس خبرگان پیش‌دستی کرد و موضوع قائم مقامی رهبری را پیش‌بینی نمود تا اگر حادثه‌ای برای خمینی پیش بیاید کشور با خلأ روبه‌رو نشود.
پس از مرگ روح‌الله خمینی، در ۱۵ خرداد ۱۳۶۸، مجلس خبرگان جلسه فوق‌العاده‌ای تشکیل داد. در این جلسه نخست با اکثریت مطلق آرا به استعفای حسینعلی منتظری رسمیت داده شد. سپس، در خصوص انتخاب یک مرجع تقلید بالفعل، که در آن زمان تنها سیدمحمدرضاگلپایگانی مطرح بود، بحث شد و توافق حاصل نگردید. نظر اکثریت آن بود که توان مدیریت سیاسی بر مرجعیت دینی اولویت دارد. قانون اساسی در آن زمان مرجعیت را از شرایط رهبری می‌دانست. خبرگان در این موضوع از شورای بازنگری قانون اساسی و استفساریه روح‌الله خمینی مبنی بر ضروری نبودن شرط مرجعیت پیروی کرد. در ادامه، موضوع شورای رهبری‌ای سه نفره مرکب از علی مشکینی و موسوی اردبیلی و سید علی خامنه‌ای برای جانشینی سید روح‌الله خمینی پیشنهاد شد، که نتوانست آرای کافی را به‌دست بیاورد. نهایتاً اغلب اعضا رأی به رهبری سید علی خامنه‌ای دادند، هرچند که خود وی صراحتاً مخالف بود و خود را شایسته این مقام نمی‌دانست. سرانجام ۸۰٫۹ درصد حاضران در مجلس خبرگان که ۷۲ درصد کل اعضا را تشکیل می‌دادند، به رهبری سید علی خامنه‌ای رای دادند. در این جلسه هم چنین هاشمی رفسنجانی پیش از رای‌گیری سخنرانی کرد و به تمجید از او پرداخت.
در پی بازنگری قانون اساسی، در ۶ مرداد ۱۳۶۸ متن جدید از طریق همه‌پرسی به تصویب عمومی رسید و مرجعیت را از شروط رهبری حذف گردید. سپس، خبرگان رهبری مجدداً جلسه فوق‌العاده ای را در ۱۵ مرداد ماه آن سال تشکیل داد و با رأی موافق ۶۰ تن از ۶۴ تن از اعضای حاضر، رهبری سید علی خامنه‌ای را طبق قانون اساسی جدید مجدداً تصویب و تأیید کرد.

#### نقدها
- انتخاب خامنه‌ای برای رهبری بحث‌برانگیز بوده است.[۱۲] وی یکی از شرط‌های به دست گرفتن امر رهبری یعنی مرجعیت را مطابق با قانون اساسی نداشت. بر اساس اصل صد و نهم قانون اساسی سابق شرایط و صفات رهبری یا اعضای شورای رهبری عبارت بود از: صلاحیت علمی و تقوایی لازم برای افتا و مرجعیت، بینش سیاسی و اجتماعی و شجاعت و قدرت و مدیریت کافی برای رهبری؛ ولی او عنوان مرجعیت را نداشت.[۷] هاشمی رفسنجانی به نقل از خمینی در مجلس خبرگان گفت که وی گفته‌بوده است که مرجعیت لازم نیست.[۱۳][۱۴]

خمینی پیش از درگذشتش خود خواستار اصلاح قانون اساسی بود و خود شورایی برای بازنگری در قانون اساسی تشکیل داده‌بود. وی در ۹ اردیبهشت ۱۳۶۸ در نامه‌ای به علی مشکینی، رئیس شورای بازنگری قانون اساسی، نوشته بود که:
معتقدم برای رهبری شرط مرجعیت لازم نیست. مجتهد عادل مورد تأیید خبرگان محترم سراسر کشور، کفایت می‌کند.
- در سال ۸۳ قاسم شعله‌سعدی نمایندهٔ مجلس‌های سوم و چهارم در نامه‌ای به سید علی خامنه‌ای وی را حجت‌الاسلام خطاب کرد و گفت در زمان انتصاب به عنوان رهبر، فاقد شرایط تعیین‌شده برای رهبری در قانون اساسی بوده است.[۱۷]
- مهدی کروبی بعد از حادثه سرنگونی هواپیمای اوکراینی گفت: خامنه‌ای چه علت سرنگونی را می‌دانسته و به سران حکومت اجازه فریب داده و چه بی‌خبر بوده، در هر دو صورت شرایط رهبری را ندارد، چرا که او فرمانده کل قوا است و در این رابطه مسئولیت مستقیم دارد.[۱۸][۱۹][۲۰]
- در ۷ تیر ۱۳۹۹ محمد موسوی خوئینی در نامه‌ای به سید علی خامنه‌ای اوضاع اقتصادی و غیرقابل دوام و وخامت مشکلات مردم و عمق بی‌اعتقادی و بی‌اعتمادی مردم را نشات گرفته از مدیریت در بالاترین سطح جمهوری اسلامی دانست.[۲۱][۲۲][۲۳]
- در جریان اعتراضات ۱۴۰۰ اصفهان، ابوالفضل قدیانی در ۸ آذر ۱۴۰۰، خامنه‌ای مسئول سرکوب اعتراضات مسالمت‌آمیز اصفهان و چهارمحال بختیاری می‌داند و گفت: «نظام استبداد دینی به‌ریاست مستبد امروز ایران علی خامنه‌ای بالاخره نتوانست تحصن اعتراضی مسالمت‌آمیز، خشونت‌پرهیز و مدنی مردم شریف و شجاع اصفهان را تحمل کند و ناگزیر ماهیت ضدمردمی، خشن و سرکوبگر خود را بار دیگر آشکار کرد و پس از آتش زدن چادرهای برپاشده متحصنین در زاینده‌رود با گاز اشک‌آور و شلیک گلوله‌های ساچمه‌ای و باتوم به معترضان حمله‌ور شد و به ضرب‌وجرح آنان پرداخت، کثیری از معترضان را به‌شدت مجروح و عدهٔ زیادی از آنان را دستگیر کرد و به خیال خام خود آتش اعتراضات به‌حق مردم را خاموش کرده است.»[۲۴]

## نقض حقوق بشر
برخی از اتهامات خامنه‌ای در نقض حقوق بشر:
- سرکوب اعتراضات ۱۳۸۸
- سرکوب اعتراضات آبان ۱۳۹۸ ایران و کشتن ۱۵۰۰ معترض ایرانی به دست مأموران اطلاعاتی و سپاه پاسداران
- سرکوب اعتراضات دی ۱۳۹۶
- سرکوب خیزش ۱۴۰۱ ایران
- شلیک عامدانه و سیستماتیک نیروی‌های امنیتی و اطلاعاتی به چشم معترضان
- قتل زندانیان سیاسی
- مافیای زباله‌گردی و سوءاستفاده از کودکان (زباله گردی کودکان)
- نقض حقوق کارگران در جمهوری اسلامی ایران
- نقض حقوق کودکان در جمهوری اسلامی ایران
- حمله به کوی دانشگاه تهران
- قتل‌های زنجیره‌ای ایران
- عفو بین‌الملل دستور خامنه‌ای مبنی بر ممنوع اعلام کردن ورود واکسن‌های حیاتی آمریکایی و انگلیسی کرونا را نادیده انگاشتن حق حیات و سلامت میلیون‌ها نفر از مردم ایران دانست.[۲۵][۲۶]
- شلیک موشک‌های سپاه پاسداران به پرواز شماره ۷۵۲ اوکراین
- همکاری حکومت ایران با روسیه و ارسال پهپادهای جنگی و حمله به اوکراین
- همکاری با طالبان
- و دیگر…

## سطح زندگی و دارایی
محمد محمدی گلپایگانی، رئیس دفتر علی خامنه‌ای نیز سطح زندگی وی را پایین‌تر از حد متوسط ایران توصیف کرده است. حیدر رحیم پور ازغدی و غلامعلی حداد عادل می‌گویند که وی زندگی ساده‌ای دارد و اوایل در دهه ۶۰ کل وسایل زندگی وی در حد یک وانت بوده است و غذایشان ساده‌تر از حالت معمول است. کریم سجادپور، مشاور بنیاد کارنگی، نیز وی را ساده زیست توصیف کرده است. همچنین بنا بر گزارش رویترز، این خبرگزاری هیچ سندی یافت نکرده که نشان دهد علی خامنه ای از اموالی که تحت اختیار وی در بیت رهبری قرار دارد، برای زندگی شخصی استفاده کرده باشد.برخی خبرگزاری‌ها، ادعای ساده‌زیستی خامنه‌ای را رد کرده و دارایی امپراتوری مالی وی را «۲۰۰ میلیارد دلار» می‌دانند. در ۱۱ نوامبر ۲۰۱۳ خبرگزاری رویترز، پس از تحقیقات شش‌ماهه خود گزارش داد که علی خامنه‌ای، ۹۵ میلیارد دلار را در کنترل و مدیریت خود دارد. اصلی‌ترین کانون این دارایی «ستاد اجرایی فرمان امام» است. این کانون اقتصادی تقریباً بخش‌های اصلی اقتصاد ایران از صنایع نفت تا بازار پول و ارتباطات و… را در دست دارد. این ستاد سرمایه اولیه‌اش را از طریق ضبط و مصادرهٔ اموال مردم عادی ایران، از اعضای اقلیت‌های دینی گرفته تا تجار و ایرانیان خارج از کشور، تشکیل داده است. به گفته بهزاد نبوی، چهار نهاد «ستاد اجرایی فرمان امام»، «قرارگاه خاتم‌الانبیاء»، «آستان قدس رضوی» و «بنیاد مستضعفان» ۶۰ درصد از ثروت ایران را به خود اختصاص داده و در اختیار دارند. این چهار نهاد وابسته به دفتر رهبر جمهوری اسلامی است. سید پرویز فتاح، رئیس بنیاد مستضعفان، در روز دوشنبه ۶ مرداد ۱۳۹۹ در یک نشست خبری اعلام کرد که این بنیاد در سال ۱۳۹۸، ۳۶ هزار میلیارد تومان درآمد و ۷ هزار میلیارد تومان سود از گردش مالی این بنیاد داشته است. توکلی در گفتگویی با روزنامه اعتماد در مرداد ۹۹ با اشاره به ۳۶ هزار میلیارد تومان گردش مالی بنیاد مستضعفان در سال، گفت، برای به اجرا درآمدن طرح شفافیت مالی کشور باید از دفتر علی خامنه‌ای شروع شود، در حالی که این دفتر مانع‌تراشی کرده و نمی‌گذارد این طرح پیش رود. به گفته صدای آمریکا به نقل از رویترز، خرید سهام یکی از بزرگ‌ترین بانک‌های ایران در سال ۲۰۰۷ میلادی، و خرید سهام بزرگ‌ترین شرکت مخابراتی کشور در سال ۲۰۰۹ میلادی، یکی از اقدامات خامنه‌ای بود که توسط ستاد اجرایی فرمان امام اجرا شد و در نتیجه این ستاد به‌عنوان یکی از صندوق‌های بزرگ سرمایه‌گذاری خصوصی جهان در سال ۲۰۱۰ درآمد.در حالی که خامنه‌ای و سپاه پاسداران دارای امپراتوری ثروت هستند در دوران حکومت جمهوری اسلامی پدیده‌هایی به اسم «قبر خوابی و پشت‌بام خوابی» «شکار حیوانات وحشی» «افزایش حاشیه‌نشینی»، «کوره‌نشینی» «افزایش کلیه‌فروشی» «افزایش فحشا» «گربه‌خواری» «هم‌خانگی خانواده‌ها» «افزایش کودکان کار» و «اجاره دادن کودکان کار» «زباله‌گردی کودکان» به وجود آمده است.

## ادعای جاری شدن حرف خدا از خامنه‌ای
بر اساس ویدئویی که از دیدار علی خامنه‌ای، رهبر جمهوری اسلامی، با خانواده قاسم سلیمانی منتشر شد، او به جلسه‌ای «حدود بیست سال» پیش با تعدادی از فرماندهان سپاه اشاره می‌کند و ادعا می‌کند: «صحبت گرم و گیرایی کردم. من حرف می‌زدم، اما حرف خدا بود و زبان من بود و خیلی اثرگذار بود.»
اظهارات علی خامنه‌ای در دیدار با خانواده قاسم سلیمانی و اشاره‌اش به این که حدود بیست سال پیش «حرف خدا» از زبان او بیان شده، واکنش‌های بسیاری را در رسانه‌های اجتماعی برانگیخته است.
علی خامنه‌ای در ۱۴ خرداد ۱۳۶۸ در زمان رهبر شدن گفته بود «باید خون گریست بر جامعه اسلامی که حتی احتمال [رهبری] کسی مثل بنده در آن مطرح شود.»

### دیدگاه‌های شخصیت‌ها دربارهٔ ادعای خدایی وی
1. علی‌رضا میران، پزشک متخصص مغز و اعصاب، با بیان اینکه «این سخنان اوج روان‌گسیختگی» خامنه‌ای را آشکار کرد، نوشته است: «سخنان جنون‌آمیز در خفا، در عیان بیان می‌شوند؛ دیکتاتور دیگر کنترلی بر خویش ندارد.»[۷۳]
2. فرج سرکوهی، روزنامه‌نگار، ادعای خامنه‌ای را «مالیخولیای مهتری، خودشیفتگی، خودخدا و پیامبر و زبانِ خدا و فرزانه‌پنداری و نارسیسیم شدید» دانسته است.[۷۴]

## دولت پنهان
برخی از منابع، بیت و دفتر وی را یک شبکه پیچیده و بلکه دولت پنهان نظام جمهوری اسلامی ایران معرفی کرده‌اند.

### دخالت در امور معیشتی مردم و نیز لایحه بودجه دولت
خامنه‌ای بارها در حوزه‌های تخصصی، وارد شده و زندگی شهروندان ایرانی را با مخاطرات فراوانی مواجه ساخته است؛ هرچند در سخنرانی‌هایش می‌گوید که تخصصی در این امور ندارد. همچنین محمدرضا پورابراهیمی رئیس کمیسیون اقتصادی مجلس نیز گفت که دولت، لایحه بودجه سال ۱۴۰۱ را بر پایه نظر خامنه‌ای اصلاح می‌کند.
سید محمد حسینی، معاون پارلمانی رئیسی، در اینباره گفت: اصلاحاتی در ساختار بودجه کشور انجام شده که سال‌ها مورد تأکید رهبر معظم انقلاب بوده و دولت سیزدهم این مهم را در لایحه بودجه مدنظر داشته و محقق کرده است.

## سیاست خارجی و روابط دیپلماتیک

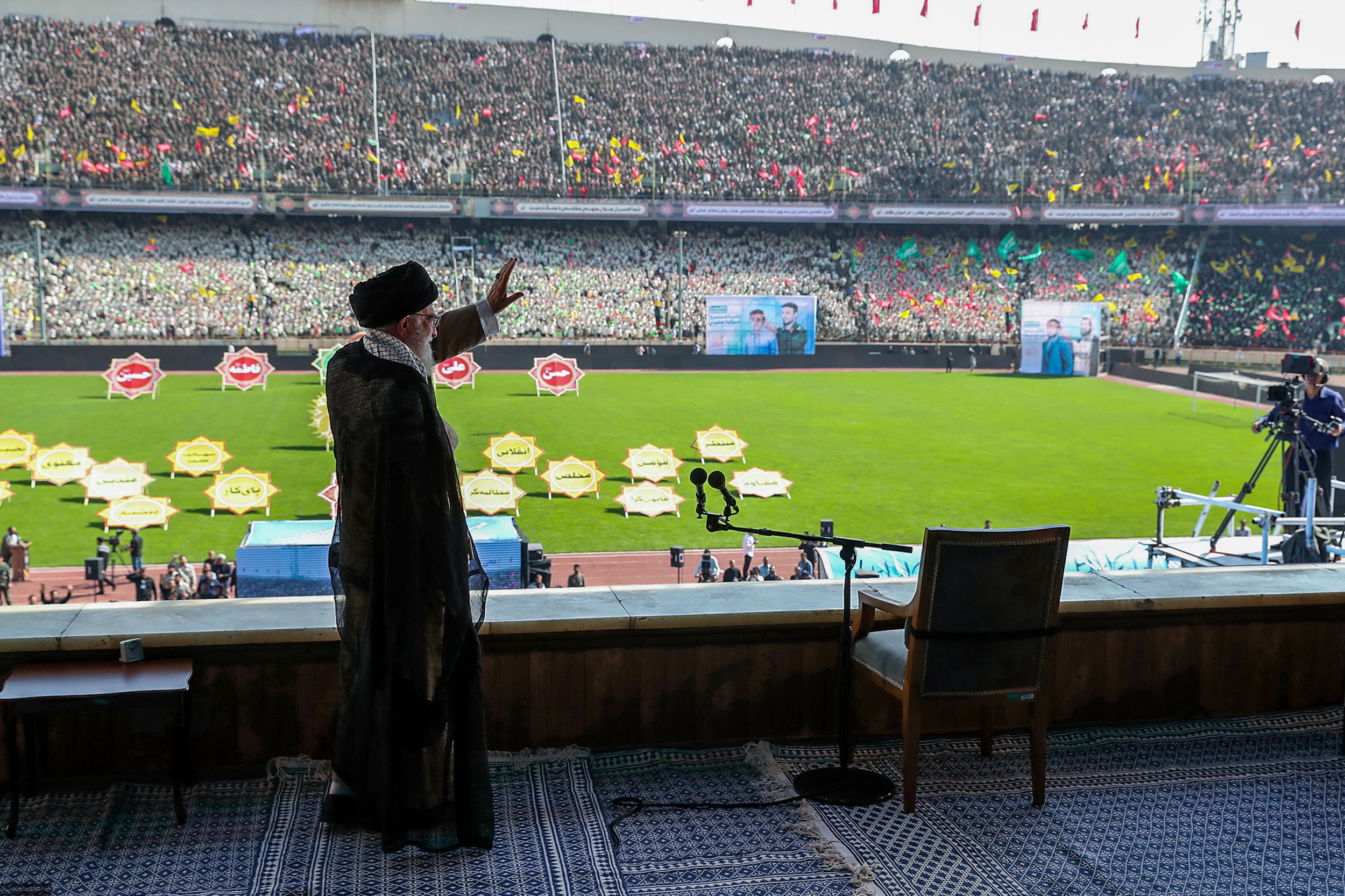
همایش اقتدار بسیج در ورزشگاه آزادی با حضور ده‌ها هزار نفر از بسیجیان تهران با سخنرانی سید علی خامنه‌ای در ۱۲ مهر ۱۳۹۷

اعتقاد به لزوم گسترش روابط دیپلماتیک با شرق و غرب دارد البته آمریکا را از این موضوع استثناء می‌کند. به اعتقاد وی پس از جنگ جهانی دوم دنیا دو قطبی بود یعنی کمونیزم در مقابل سرمایه‌داری و با پیروزی انقلاب اسلامی ایران جهان سه قطبی شد چرا که ایران الگوی متفاوت از بلوک غرب و شرق مطرح می‌کرد و با فروپاشی شوروی دوباره جهان دو قطبی شده یعنی اسلام در مقابل جهان غرب و سرمایه‌داری، و به اعتقاد وی به همین دلیل غرب به مبارزه با جمهوری اسلامی ایران می‌پردازد چرا که وی الگوی قدرتمندی از یک قطب جدید در جهان ارائه می‌دهد. بر اساس گفتارهای خامنه‌ای در جمع سفرا و نمایندگان ایرانی در جهان، کتابی با عنوان راهبرد سیاست خارجی، در سال ۱۳۹۰ منتشر شد، این کتاب حاوی دیدگاه‌های خامنه‌ای در زمینه دیپلماسی هم در دوران ریاست جمهوری و هم رهبری وی می‌باشد.

### عراق
برهم صالح که ۱۰ مهر ۱۳۹۷ دوره ریاست جمهوری وی در عراق شروع شد در ۲۶ آبان همان سال با سید علی خامنه‌ای در تهران دیدار کرد. در این دیدار رهبر ایران با اشاره به عزم ایران برای گسترش روابط با عراق افزود «عراقِ عزیز، قوی، مستقل و پیشرفته برای ایران بسیار مفید است و ما در کنار برادران عراقی خود خواهیم بود.» در این دیدار رئیس‌جمهور عراق نیز یادآور شد که «من با یک پیام آشکار به تهران آمده‌ام مبنی بر اینکه عوامل و عناصر پیونددهندهٔ دو ملت ایران و عراق، ریشه در تاریخ دارد و غیرقابل تغییر است.»
نخست‌وزیر عراق عادل عبدالمهدی در ۱۷ فروردین ۱۳۹۸ با رهبر ایران دیدار کرد، در این دیدار خامنه‌ای تأکید کرد که روابط ایران و عراق فراتر از دو همسایه است، چرا که دولت و ملت ایران سعادت و پیشرفت عراق را به نفع خود می‌دانند. نخست‌وزیر عراق نیز تأکید کرد که روابط عراق با ایران روابط ویژه‌ای است و عراق هیچ‌گاه به تحریم‌های آمریکا علیه ایران نخواهد پیوست.
در هفته اول ژوئیه ۲۰۲۱ علی خامنه‌ای، رئیس سازمان اطلاعات سپاه، حسین طائب را مأمور کرد تا به شبه نظامیان شیعه عراق بگوید که حملات خود را علیه نیروهای آمریکایی و تا خروج کامل آنان از عراق تشدید کنند و دامنهٔ حملات خود را به نیروهای آمریکایی مستقر در سوریه نیز گسترش دهند.

### نامه‌های سرگشاده به غرب
سید علی خامنه‌ای در طی سال‌های ۱۳۹۳ تا ۱۳۹۴ نامه‌هایی را برای جوانان جهان غرب و به‌طور خاص جوانان اروپا و آمریکای شمالی فرستاد. خطاب به جوانان اروپا و آمریکای شمالی و عموم جوانان در کشورهای غربی سر تیتر نامه‌های وی بودند که به ۵۲ زبان دنیا ترجمه شد.

## چالش‌ها و اعتراض‌های داخلی

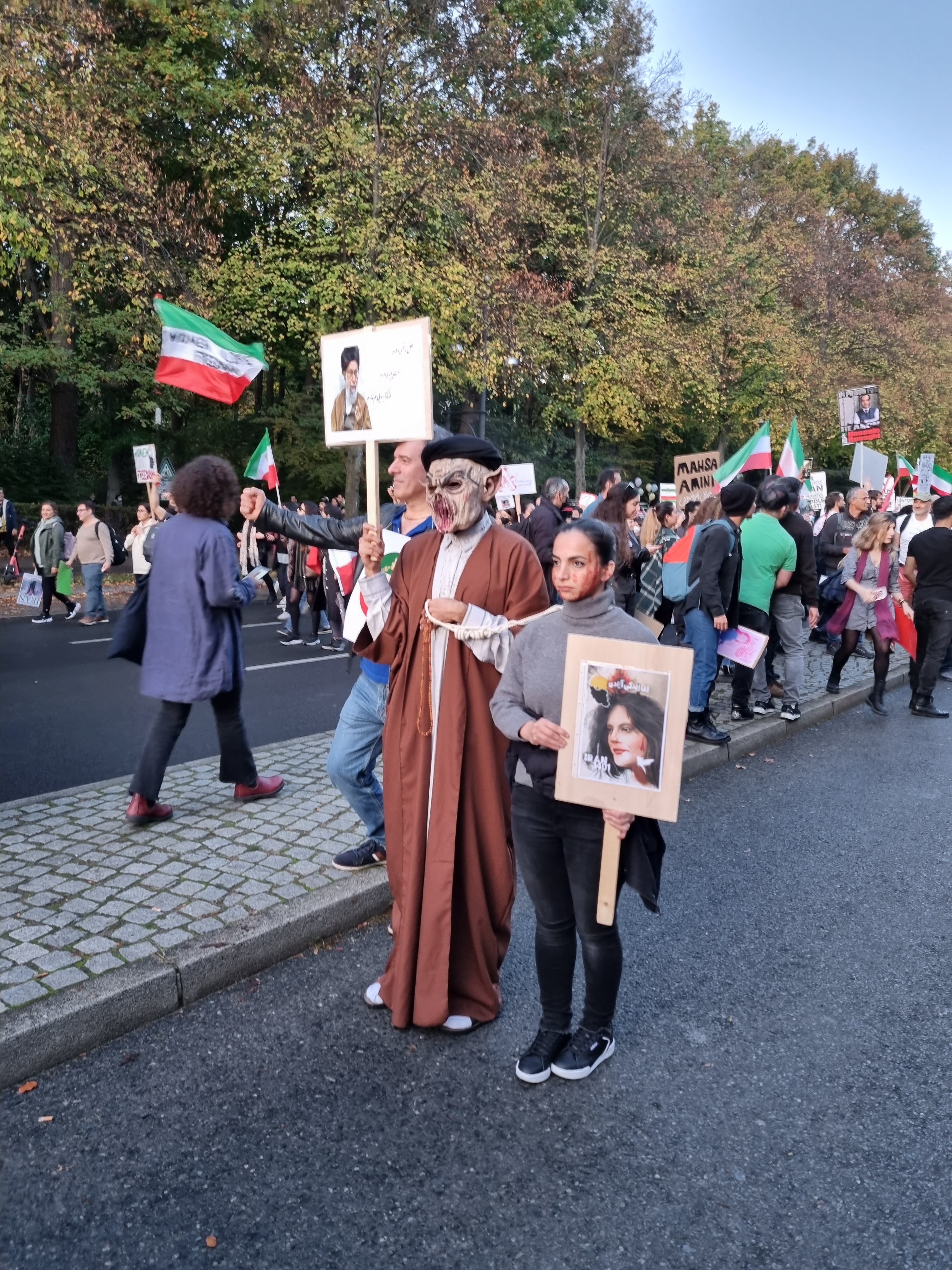
در تظاهرات ۲۲ اکتبر ۲۰۲۲ برلین، شخصی لباس مبدل خامنه‌ای به عنوان یک هیولا را پوشیده که در حال اعدام زنان است.

### قتل‌های زنجیره‌ای ایران
در جریان قتل‌های زنجیره‌ای ایران برخی از دگراندیشان و مخالفان حکومت جمهوری اسلامی به دست نیروهای وزارت اطلاعات کشته شدند.

### حمله به کوی دانشگاه تهران ۱۳۷۸
در ۱۸ تیر ۱۳۷۸، انصار حزب‌الله، لباس شخصیها و مأموران امنیتی به کوی دانشگاه حمله کرده و به ضرب و شتم و بازداشت شماری از دانشجویان پرداختند. اعتراض‌های سراسری دانشجویان و مردم در بسیاری از شهرهای کشور تا ۲۳ تیرماه ادامه یافت. سرکوب اعتراضات تیر ۱۳۷۸ از بزرگ‌ترین چالش‌های جنبش دانشجویی و حکومت جمهوری اسلامی است.

### توقیف فله‌ای مطبوعات
بر پایه یکی از سخنرانی‌های خامنه‌ای، شمار قابل توجهی از روزنامه‌ها به گونه فله‌ای توقیف شدند و نزدیک به هزار روزنامه‌نگار، بیکار شدند.

### انتخابات ریاست‌جمهوری ۱۳۸۸
سازمان عفو بین‌الملل در اطلاعیه‌ای، سخنرانی خامنه‌ای در نماز جمعهٔ ۲۹ خرداد ۱۳۸۸ که یک هفته بعد از انتخابات برگزار شد را «چراغ سبز رهبر ایران برای سرکوب» توصیف کرد. اعتراضات فردای آن روز با کشته شدن چند تن از معترضان همراه شد.
دیری نپایید که اعتراضات متوجه خامنه‌ای شد و معترضان با سردادن شعارهایی، عملکرد وی را مورد اعتراض قرار دادند.
او در پاسخ به درخواست موسوی اردبیلی، برای آزادی زندانیان سیاسی گفت:
شما در زمان امام راحل عظیم الشان، رئیس شورای عالی قضائی بودید و من رئیس‌جمهور. در آن زمان که متولی قوهٔ قضائیه شما بودید به دستور رهبر فقید انقلاب، مخالفان نظام اعدام می‌شدند. اکنون من دستور نداده‌ام مخالفان نظام را اعدام کنند، آن‌ها را فقط زندانی کرده‌اند، حالا شما به این هم اعتراض می‌کنید؟!
در پی حوادث سال ۸۸ دانشگاه اسلو او را در سال ۲۰۰۹ دیکتاتور سال شناخت.
در سال ۱۳۹۰، اسنادی از دیدار نمایندگان مجلس و خامنه‌ای در سال ۱۳۸۸ منتشر شد که در آن دیدار، خامنه‌ای گفته بود قوهٔ قضاییه باید میان معترضان و آشوبگران تمایز قایل شود، اما این تمایز به معنی مصونیت معترضان نیست و آن‌ها نیز باید تاوان آنچه را که می‌گویند، بپردازند.
محمود امجد، استاد اخلاق حوزه علمیه قم در ۱۶ آذر ۱۳۹۹ ضمن اظهار تاسف از اعدام روح‌الله زم و در واکنش به این جنایت، مسئول تمام جنایت‌ها و کشته‌شدگان از سال ۸۸ را سید علی خامنه‌ای دانسته و به او توصیه کرده تا دست از این استبداد بردارد.

#### حادثهٔ کهریزک
پس از انتخابات، چند تن از دستگیرشدگان از جمله فرزند عبدالحسین روح الامینی از وفاداران به سید علی خامنه‌ای در بازداشتگاه کهریزک، جان خود را از دست دادند که حتی ادعای شکنجهٔ زندانیان نیز شده است. پس از این ماجرا وی دستور تعطیلی بازداشتگاه را صادر کرد.

#### حمله به کوی دانشگاه
در دومین حمله به کوی دانشگاه (حملهٔ نخست در زمان ریاست‌جمهوری سید محمد خاتمی روی داده‌بود)، متجاوزان با شعار حمایت از رهبر به ضرب و شتم دانشجویان پرداختند، که خامنه‌ای در نماز جمعهٔ ۲۹ خرداد این عمل را تقبیح کرد. وی دستور به رسیدگی به وقایع کوی دانشگاه را صادر کرده‌بود.

### اعتصابات سراسری ۱۳۹۷–۱۳۹۸ ایران
اعتراضات ۱۳۹۷ ایران مجموعه تظاهراتی است که از سه‌شنبه ۹ مرداد ۹۷ در بحبوحهٔ افزایش قیمت طلا و نیز رشد شتابان قیمت سکه و کاهش شدید ارزش ریال در برابر دلار شروع شد و از منطقه شاهپور جدید اصفهان و کرج به نقاط دیگری گسترش یافت. تظاهرات به سرعت فراگیر شد و از اصفهان و مناطق مختلف کرج به شیراز، رشت، تهران، قزوین، زنجان، ساری و در روز سوم به مشهد، نیشابور؛ کرمانشاه، همدان و قرچک نیز گسترش پیدا کرد و در روز چهارم اهواز و ارومیه و قم و تنکابن به تظاهرات پیوستند.
شعارهای اعتراضات مثل تظاهرات قبلی جنبه معیشتی و آزادی‌خواهانه داشت «مرگ بر گرانی»، «مرگ بر بیکاری»، «مرگ بر اصلاحات»، «روحانی حیا کن مملکتو رهاکن» جرو شعارها بودند. این اعتراضات وسیعترین اعتراضات پس از تظاهرات دی ۱۳۹۶ و تا پیش از اعتراضات سراسری ۱۳۹۸ در جمهوری اسلامی ایران بود.

### اعتراضات آبان ۱۳۹۸ ایران
در پی افزایش قیمت ناگهانی بنزین در آبان ۱۳۹۸، تظاهرات گسترده‌ای در چندین شهر آغاز شد. در دومین روز اعتراضات (۲۵ آبان) فراکسیون امید مجلس طرح فوریتی «بازگشت قیمت بنزین به قیمت قبل» را تهیه کرد و بنا بود روز بعد، آن را تقدیم هیئت رئیسهٔ مجلس کند. اما پس از سخنرانی خامنه‌ای در ۲۶ آبان و تأکید او بر حمایت از تصمیم سران قوا، سخنگوی این فراکسیون اعلام کرد به دلیل «تاکیدات رهبر جمهوری اسلامی» طرح مزبور از دستور کار خارج شده است. علی خامنه‌ای در سخنرانی خودش، از تصمیم سران قوا مبنی بر افزایش قیمت بنزین حمایت کرده بود. هم‌زمان محمود صادقی، نمایندهٔ مجلس، گفت که رهبر با ارسال یادداشتی خطاب به نمایندگان، آن‌ها را از مخالفت با مصوبهٔ سران قوا برحذر داشته است.
خامنه ای دربارهٔ اعتراضات آبان ۹۸ گفت: یقیناً بعضی از مردم از این تصمیم یا نگران می‌شوند یا ناراحت می‌شوند یا به ضررشان است … لکن آتش زدن فلان بانک کار مردم نیست، این کار اشرار است؛ به این باید توجّه داشت. به گفته شمخانی، دبیر شورای عالی امنیت ملی، گفت شهروندان عادی که بدون داشتن هیچ‌گونه نقشی در اعتراضات و اغتشاش‌های اخیر و در میانه درگیری‌ها جان باخته‌اند در حکم شهید محسوب شوند.
به گزارش رویترز در ۲۳ دسامبر ۲۰۱۹، سه منبع نزدیک به حلقه اطرافیان خامنه‌ای و یک مقام چهارم تأیید کردند که چند روز بعد از آغاز اعتراضات آبان‌ماه ۱۳۹۸ علی خامنه‌ای که از سوزاندن تصویر خود و مجسمه‌ای مربوط به روح‌الله خمینی، خشمگین بوده با صدای بلند از شیوهٔ برخورد مسئولان با ناآرامی‌ها انتقاد کرده و به مقامات امنیتی ارشد و سایر مقامات دولتی گفت: «جمهوری اسلامی در خطر است. به هر شکلی شده به اعتراض‌ها پایان بدهید. دستور من این است.»

### پشتیبانی از صادق لاریجانی
روز ۷ تیر ۹۹ سید علی خامنه‌ای از صادق لاریجانی رئیس پیشین قوهٔ قضائیه که در جریان دادگاه طبری، فساد مالی دستگاه قضایی تحت ریاست وی بر ملا شده بود، حمایت کرد.

### سرنگونی پرواز شماره ۷۵۲ اوکراین
در تظاهرات دی ۱۳۹۸ به‌دنبال پنهان‌کاری شلیک موشک و سقوط هواپیمایی اوکراینی توسط سپاه پاسداران، شعارهای بیشتری علیه شخص علی خامنه‌ای در دانشگاه‌های مختلف از جمله دانشگاه شریف، دانشگاه تهران، دانشگاه امیرکبیر شنیده می‌شد.
برخی از شعارها عبارتند از:
«این همه سال جنایت، مرگ بر این ولایت»، «ننگ ما، ننگ ما، رهبر الدنگ ما»، «کشته ندادیم که سازش کنیم/رهبر قاتل رو ستایش کنیم»، «توپ تانک فشفشه، رهبر باید گم بشه»، «این ماه ماهِ آخره، سیدعلی وقت رفتنه»، «دانشجو بیدار است/از سیدعلی بیزار است»، «فرمانده کل قوا/استعفا، استعفا»، «سلیمانی قاتله، رهبرش هم جائره»، «مرگ بر خامنه‌ای»

#### سخنان در نماز جمعه
سید علی خامنه‌ای به‌عنوان فرمانده کل قوا از شلیک دو موشک نیروهای تحت امرش به هواپیمای اوکراینی و کشته‌شدن ۱۷۶ مسافر و خدمه این هواپیما عذرخواهی نکرد و تنها ابراز تأسف ناراحتی و همدردی اکتفا کرد و از فرماندهان سپاه به‌خاطر «توضیح به مردم» تشکر کرد و حمله به پایگاه هوایی عین الاسد را مایهٔ مباهات و توانمندی جمهوری اسلامی نامید.
وی معترضان به پنهان‌کاری دولت‌مردان و فرماندهان سپاه را فریب خوردهٔ رسانه‌های خارجی دانست و بخاطر کمک کردن اهمیت کشته شدن قاسم سلیمانی و ابومهدی المهندس دانست. همچنین گفت که شرکت کنندگان در تشییع جنازهٔ قاسم سلیمانی مردم ایران هستند نه آن‌هایی که در اعتراضات به سقوط هواپیما عکس قاسم سلیمانی را پاره کرده‌اند و علیه او و سپاه شعار داده‌اند.

### شیوع کروناویروس در ایران

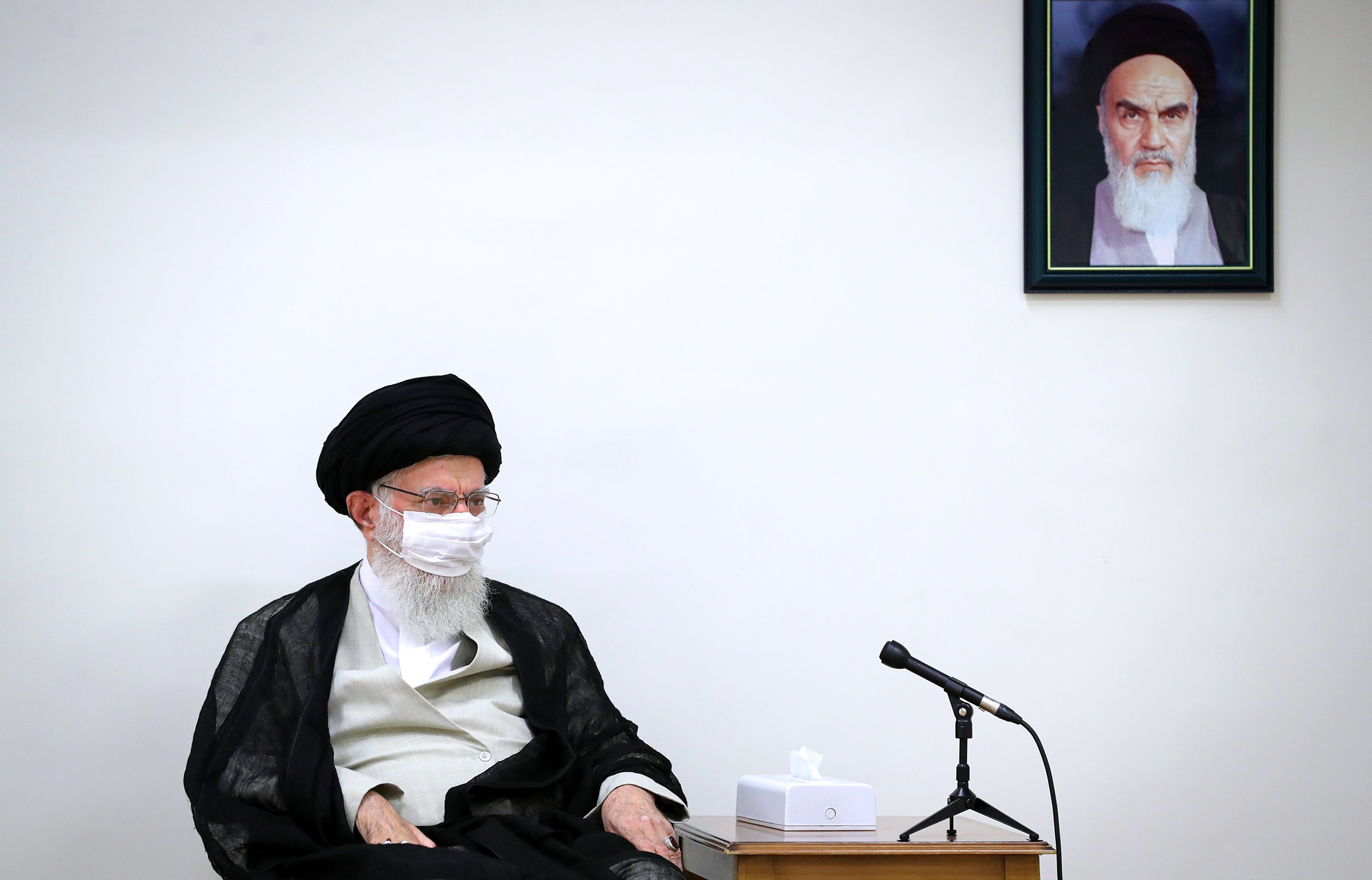
رهبر ایران برای نخستین بار در تیر ۱۳۹۹ هنگام اوج‌گیری دوباره کرونا از ماسک استفاده کرد.

هنگام دنیاگیری کروناویروس در ایران، خامنه‌ای در سخنرانی «درس خارج فقه» خود در ۴ اسفند ۱۳۹۸ هنگامی که به شیوع ویروس کرونا اشاره کرد، گفت این بیماری «بهانه خوبی» بود و بعد اظهار داشت که دشمن یا مخالفان انتخابات قصد داشتند با بهره‌برداری از این فرصت، مشارکت در انتخابات را کاهش دهند. او در ادامه گفت مردم به‌ویژه مردم قم بدون توجه به این موارد، در انتخابات حضور پیدا کردند و این شهر «یکی از شلوغ‌ترین حوزه‌های رأی‌گیری بود». البته برآوردها حاکی از مشارکت ۴۳ درصدی مردم قم بود که نسبت به ده دوره پیشین انتخابات مجلس، در پایین‌ترین سطح قرار داشت. به ادعای رادیو فردا، در این سخنرانی فاصله محل نشستن خامنه‌ای با طلبه‌هایی که در کلاس درس او شرکت می‌کنند، در مقایسه با سایر نشست‌های او، دو برابر حد معمول بود. در واکنش به این خبر باشگاه خبرنگاران جوان با مقایسه تصاویر دوره‌های مختلف درس خارج فقه خامنه‌ای این ادعا را نادرست دانسته و نوشت که «بررسی تصاویر دوره‌های مختلف این جلسه نشان می‌دهد که سبک چینش این رویداد همواره به همین شکل است.» وی در ۲۲ اسفند ۱۳۹۸ با اشاره به احتمال «حمله بیولوژیکی» دستور داد نیروهای مسلح ایران قرارگاه کرونا ایجاد کنند. خامنه‌ای بار دیگر این ادعا را در پیام زنده تلویزیونی خود در ۳ فروردین ۱۳۹۹ تکرار کرد و گفت: «گفته می‌شود که یک بخش برای ایران بالخصوص تولید شده است». او همچنین با رد پیشنهاد کمک ایالات متحده گفت که «صحبت‌های آمریکایی‌ها جزو حرف‌های بسیار عجیب است زیرا اولاً خودشان دچار کمبود شدید دارو و تجهیزات پیشگیری از بیماری هستند و برخی مسئولان‌شان صراحتاً از این کمبودهای وحشت‌آور سخن به میان آورده‌اند، بنابراین آنها اگر امکاناتی دارند به مردم خودشان برسند». وزارت خارجه ایران نیز در تأیید سخنان خامنه ای، پیوند وبگاه گمنام گلوبال ریسرچ را منتشر کرد و نوشت چنانچه اتهام وارده از سوی جهانیان به دولت آمریکا در خصوص ویروس کرونا تئوری‌های توطئه ساخته ایران است، جای دوری نروید فقط به بخشی از سوالات مندرج در گلوبال ریسرچ پاسخ دهید.
خامنه‌ای همچنین اتهام احتمالی «تولید ویروس کرونا و درست‌کردن نسخه‌ای از آن مخصوص ایرانی‌ها» با استفادهٔ از آشنایی‌های ژنتیک ایرانی را علیه مقام‌های آمریکایی مطرح کرد و گفت به همین دلیل ایران برای مقابله با کرونا از آمریکا کمک نمی‌گیرد. وی در قسمتی از سخنرانی خود با اشاره به آیه ۱۱۲ سوره انعام گفت «هم دشمنان جنّی، هم دشمنان انسی وجود دارند و این‌ها به هم کمک هم می‌کنند؛ سیستم‌های اطّلاعاتیِ خیلی از کشورها علیه ما با همدیگر همکاری می‌کنند.» به روایت رادیو زمانه رهبر ایران در این فراز از سخنانش به احتمال همکاری جن و انس در شیوع کرونا در ایران اشاره کرده است در مقابل خبرگزاری تسنیم این روایت را تحریف سخنان علی خامنه‌ای برشمرده است.
صد فعال سیاسی و مدنی و دانشگاهی کشور، علی خامنه‌ای مسئول «فاجعه ملی» ناشی از گسترش ویروس کرونا دانستند؛ چون او به‌عنوان بالاترین و قدرتمندترین فرد حکومت «تصمیم نابخردانه» در رد کردن بعضی کمک‌های جهانی و اخراج پزشکان بدون مرز را توجیه نموده و از «نظریه مضحک» ترور بیولوژیک دفاع می‌کند. ابوالفضل قدیانی نیز سید علی خامنه‌ای و ارگان‌های تحت فرمان او را مسبب اصلی شیوع وسیع کرونا دانست.
در ۱۷ مهر و به دنبال افزایش وضعیت بحرانی کرونا در ایران، خامنه ای طی نامه‌ای به محمدحسین باقری رئیس ستاد کل نیروهای مسلح دستور داد که حداکثر ظرفیت همه مراکز درمانی و بیمارستان‌های نیروهای مسلح ایران، در اختیار بیماران مبتلا به کرونا قرار گیرد.

#### مراسم‌های مذهبی
به گزارش رادیو فرانسه در ۱۸ اردیبهشت ۱۳۹۹، سید علی خامنه‌ای در سال ۹۹ برای اولین بار در جلسه شعرخوانی که هر سال در ماه رمضان برگزار می‌شود به دلیل تهدید شرایط شیوع ویروس کرونا شرکت نمی‌کند. اما دولت روحانی خبر داد که نمازهای جمعه در مساجد در بیش از ۱۳۰ شهرستان برگزار می‌شوند. سید علی خامنه‌ای از ابتدای شروع شیوع ویروس کرونا از شرکت در کلیه تجمع‌ها و نشست‌های سیاسی و مذهبی خودداری کرده و پیام‌های خودش را برعکس تمامی رهبران جهان، از طریق کنفرانس‌های تصویری یا پیام‌های توئیتر داده است.
در ۲۱ اردیبهشت سید علی خامنه‌ای در جلسه ستاد ملی مقابله با کرونا به‌صورت ویدئو کنفرانس دربارهٔ بازگشایی مساجد با اشاره به اهمیت شبکه بهداشت درمانی و نظر و تشخیص کارشناسی ستاد ملی مبارزه با کرونا، تأکید کرد که باید به عبادات در ماه رمضان و شب‌های قدر توجه داشت و کسانی در این باره تصمیم بگیرند که حقیقت و ضرورت دعا و توسل را درک کنند. در پی این ویدئو کنفرانس در ۲۲ اردیبهشت وزارت بهداشت اجازه بازگشایی مساجد را در بسیاری از استان‌ها برای شب‌های قدر در شرایطی که روند صعودی شیوع ویروس کرونا ادامه دارد، داد.
علی خامنه‌ای در ۱۰ مرداد ۱۳۹۹ ضمن تأکید بر رعایت تصمیمات ستاد مبارزه با کرونا گفت، با «رعایت پروتکل‌ها» برگزاری عزاداری در شهرهای مختلف و از جمله در تهران بلامانع است. این در حالی است که بسیاری از کارشناسان گفته‌آند رعایت پروتکل‌ها و موازین بهداشتی ممکن نیست و خطر گسترش و گرفتن قربانیان بیشتر توسط ویروس کرونا (کووید ۱۹) وجود دارد.
سید علی خامنه‌ای در شامگاه ۵ شهریور ۱۳۹۹ شب مراسم عزاداری محرم را، بدون حضور جمعیت و در سالن محل ملاقات‌های عمومی خودش، با حضور یک قاری قرآن و دو تن از نزدیکانش برگزار کرد.

#### ممنوع کردن ورود واکسن کرونا ساخت آمریکا و انگلیس
در ۱۹ دی ماه ۱۳۹۹، علی خامنه‌ای واردات واکسن کووید ۱۹ ساخت آمریکا و انگلیس را ممنوع اعلام کرد و گفت که به این واکسن‌ها اعتماد ندارد و حتی به فرانسه هم خوشبین نیست. ساعاتی بعد جمعیت هلال‌احمر ایران ورود ۱۵۰ هزار دوز واکسن کرونای شرکت فایزر از آمریکا را منتفی نمود. بسیاری از ایرانیان نسبت به این دستور واکنش نشان دادند که همراه با خشم، بُهت و ناباوری بود. شبکه اجتماعی توییتر این سخنان را بخاطر «نشر اطلاعات غلط دربارهٔ واکسن کرونا» از حساب‌های کاربری خامنه‌ای در زبان‌های انگلیسی، عربی، اسپانیایی، روسی و فرانسوی حذف کرد.
سازمان حقوق بشری عفو بین‌الملل فرمان علی خامنه‌ای مبنی ممنوعیت خرید واکسن «آمریکایی و انگلیسی» را محکوم کرد و در بیانیه‌ای که منتشر کرد، اعلام کرد: «تصمیم رهبر جمهوری اسلامی ایران برای ممنوع کردن دسترسی میلیون‌ها نفر از مردم ایران به واکسن‌های حیاتی آمریکایی و انگلیسی کرونا نادیده انگاشتن حق حیات و حق سلامت است. علی خامنه‌ای در حال بازی با جان میلیون‌ها انسان است. مقام‌های ایرانی باید فوراً به این بی‌اعتنایی‌شرم‌آور به تعهدات حقوق بشری پایان دهند.» ابوالفضل قدیانی در ۲۹ مرداد ۱۴۰۰، سید علی خامنه‌ای را مقصر و مسئول اصلی کشتار کرونا دانست.

##### بازداشت دادخواهان سلامت
دو وکیل دادگستری به نام‌های مصطفی نیلی، آرش کیخسروی و یک فعال مدنی مهدی محمودیان از دادخواهان سلامت و نیز خواهان شکایت از سید علی خامنه‌ای به دلیل مدیریت نادرست در دوره همه‌گیری ویروس کرونا بازداشت شدند که البته ۲۳ سازمان حقوق بشری و اعضای جامعه مدنی در اعتراض به تداوم این بازداشت‌ها و نیز بازداشت‌های خودسرانه شهروندان در ایران، بیانه‌ای اعتراضی صادر کردند.

### کمک بریتانیا به دفتر خامنه‌ای و نیز واکنش‌ها به آن
در پی دنیاگیری ویروس کرونا حکومت بریتانیا به دفتر مرکز اسلامی انگلیس در لندن-که دفتر خامنه‌ای در انگلستان به‌شمار می‌آید-بیش از ۱۰۰ هزار پوند (و ۱۳۶ هزار دلار) کمک مالی کرد. بنا بر گزارش روزنامه تایمز این کمک بیش از ۱۰۰ هزار پوندی، در جریان «حفظ مشاغل» به شرکت‌ها و دفترها به مرکز اسلامی لندن تعلق گرفته است. در پی این کمک مالی واکنش‌های گوناگونی به این مسئله، ابراز شد. برخی از کاربران با عبارت‌هایی مانند «پول انگلیسی» و «شیعه انگلیسی» به تناقض رفتاری حکومت جمهوری اسلامی با ادعاهایش پرداختند. در این بین، برخی کاربران، وجود چنین مراکزی را که زیر نظر دولت‌هایی نظیر ایران اداره می‌شوند در اروپا عادی می‌دانند و می‌گویند آن‌ها در قالب این سازمان‌های غیردولتی (غیرانتفاعی)، سیاست‌های رهبران کشورهای خود را پیش می‌برند.

### اعتراضات ۱۴۰۰ اصفهان
ابوالفضل قدیانی در ۸ آذر ۱۴۰۰، سید علی خامنه‌ای را مسئول سرکوب اعتراضات مسالمت‌آمیز اصفهان و چهارمحال بختیاری می‌داند.

### زیان مالی مردم در بورس
بر پایه برخی از منابع، مردم ایران در بورس، ۷۰ میلیارد دلار ضرر کردند و سید علی خامنه‌ای و حسن روحانی مردم را برای سرمایه‌گذاری در بورس، تشویق کردند.

### خیزش ۱۴۰۱
- سید علی خامنه‌ای در دهمین هفته خیزش ۱۴۰۱ ایران، ضمن اغتشاش نامیدن اعتراضات، تهدید کرد که بساط شرارت، جمع خواهد شد و نیز خواستار مجازات معترضان به اندازه گناهانشان شد.[۲۱۱]
- در پی دستور خامنه‌ای مبنی بر جمع کردن «بساط شرارت»، سرکوبگری‌های نیروهای حکومتی در مناطق غربی ایران، به‌ویژه در استان‌های کردستان، کرمانشاه و آذربایجان غربی افزایش چشمگیری یافت به طوری که نزدیک به ۴۰۰ شهروند معترض به‌دست نیروهای امنیتی کشته شدند.[۲۱۲]
- در پی این اعتراضات او در سراسر جهان تحت عنوان دیکتاتورترین سیاست مدار جهان شناخته شده است.
- در آذر ۱۴۰۱، خواهر خامنه‌ای در جریان خیزش ۱۴۰۱ ایران از خامنه‌ای و «خلافت مستبدانه» او اعلام برائت کرد و افزود: «برادرم صدای مردم ایران را نمی‌شنود و به‌نادرستی صدای مزدوران و جیره‌خوارانش را صدای مردم ایران می‌شمارد.»[۲۱۳][۲۱۴]

## رخدادها در سیاست خارجی

### برنامه هسته‌ای ایران
در تاریخ ۲۰ بهمن ۱۳۸۱ (۹ فوریهٔ سال ۲۰۰۳ میلادی) محمد خاتمی، رئیس‌جمهور وقت ایران، خبر از تهیهٔ سوخت هسته‌ای توسط متخصصین ایرانی برای نیروگاه‌های هسته‌ای ایران داد و در فروردین ۱۳۸۵ (آوریل سال ۲۰۰۶) محمود احمدی‌نژاد رئیس‌جمهور وقت ایران، اعلام کرد که ایران موفق به غنی‌سازی اورانیوم به میزان ۳٫۵ درصد شده است. در تاریخ ۲۶ بهمن ۱۳۹۰ (۱۵ فوریه ۲۰۱۲) ایران از ساخت میله سوخت هسته‌ای ۲۰ درصد غنی شده و بارگذاری آن در رآکتور تحقیقاتی ۵ مگا واتی تهران خبر داد.
دولت هشتم، با دستور سیدعلی خامنه‌ای، رهبر ایران، محمد خاتمی اعلام کرد غنی‌سازی اورانیوم را از سر می‌گیریم. وی تأکید کرد که توقف فعالیت‌های هسته‌ای اصفهان برای ما خسارات مالی و معنوی فراوانی به دنبال داشته است و باعث گردیده دانشمندان هسته‌ای ما فعالیت خود را متوقف کنند.
با انتشار اخبار پیاپی از فعالیت‌های هسته‌ای در ایران و پس از دامنه‌دار شدن اختلافات میان ایران و نهادهای بین‌المللی نظیر شورای امنیت سازمان ملل متحد که منجر به صدور چندین قطعنامه علیه برنامه هسته‌ای ایران و غنی‌سازی گردید. تحریم‌های وسیعی علیه ایران از طرف سازمان ملل، آمریکا، اتحادیه اروپا و سایر کشورهای جهان علیه ایران اجرا گردید.

#### ترور شخصیت‌های هسته‌ای ایران
شخصیت‌های دخیل در برنامه هسته‌ای ایران مانند مسعود علی‌محمدی، مجید شهریاری، مصطفی احمدی روشن، داریوش رضایی‌نژاد، محسن فخری‌زاده فریدون عباسی دوانی (جان سالم بدر برد) و رضا قشقایی که راننده احمدی روشن بود، ترور شدند.

#### انفجار نطنز
حادثهٔ نطنز انفجار یا آتش‌سوزی بود که پنج‌شنبه ۱۲ تیر ۱۳۹۹ (به وقت محلی در ساعت یک شب) در تأسیسات هسته‌ای نطنز رخ داد. به نوشته روزنامه نیویورک تایمز، این رخداد برنامه هسته‌ای ایران را تا دو سال با تأخیر مواجه می‌کند. بسیاری از مسئولان جمهوری اسلامی این انفجار را کار اسرائیل دانستند.

#### فتوای منع ساخت سلاح هسته‌ای و تلاش برای دستیابی به سلاح هسته‌ای
سید علی خامنه‌ای کاربرد سلاح هسته‌ای و انواع دیگرِ سلاح‌های کشتار جمعی همانند سلاح‌های شیمیایی و میکروبی را حرام می‌داند. این فتوا در تاریخ ۲۱ آذر ۱۳۸۹ صادر شده است. وی تاکنون چند مرتبه در سال‌های پیش و طی سخنرانی‌های رسمی و عمومیِ خود پیرامون حرام بودنِ تولید و به‌کارگیری از این نوع سلاح‌های اتمی اشاره کرده است.
با اینکه این فتوا از او در سال ۱۳۸۹ منتشر شد، بنیامین نتانیاهو نخست‌وزیر پیشین اسرائیل، در سال ۱۳۹۷ با نمایش سندهایی-که از انباری در تهران کشف شده بود-مدعی شد که حکومت جمهوری اسلامی در پی دستیابی به سلاح هسته‌ای است. همچنین سخنگوی وزارت خارجه ایالات متحده آمریکا گفت که فتوای خامنه‌ای، هرگز مبنای تصمیم‌گیری آمریکا برای جلوگیری از دسترسی ایران به سلاح هسته‌ای نبوده است.

### خروج آمریکا از برجام
در ۱۸ اردیبهشت ۱۳۹۷، دونالد ترامپ رئیس‌جمهور ایالات متحدهٔ آمریکا رسماً اعلام کرد که ایالات متحده از برجام خارج خواهد شد. او، ایران را متهم به حمایت از حزب‌الله، طالبان، القاعده و سایر سازمان‌هایی که آن‌ها را تروریستی نامید کرد. همچنین او بازگشت تحریم‌ها به مانند گذشته را اعلام کرد. او با استناد به مطالبی که قبلاً بنیامین نتانیاهو، نخست‌وزیر اسرائیل بیان کرده بود، ایران را متهم به عدم پایبندی به این توافق کرده و گفته ایران هرگز به برجام پایبند نبوده است.

#### بحران اقتصادی
بحران اقتصادی سال ۱۳۹۷–۱۳۹۹ ایران در ادامه بحران جهش نرخ ارز در ایران در سال ۱۳۹۷ نمایان شد و دولت دوازدهم در حال حاضر با این چالش مواجه است و مردم کشور نیز درگیر آن هستند.

#### سیاست فشار حداکثری
در پی تلاش آمریکا برای خروج از برجام، ایالات متحده در روز ۸ می ۲۰۱۸ (۱۸ اردیبهشت ۱۳۹۷) رسماً از برجام خارج شد و پس از آن به دنبال ترس از تحریم‌ها و فشارهای آمریکا، پنجاه شرکت خارجی از ایران خارج شدند.در نهایت آمریکا روز ۵ نوامبر ۲۰۱۸ (دوشنبه ۱۴ آبان ۱۳۹۷) رسماً دور جدید تحریم‌های جمهوری اسلامی ایران را اعلام کرد،

### حمایت از حکومت بشار اسد در سوریه

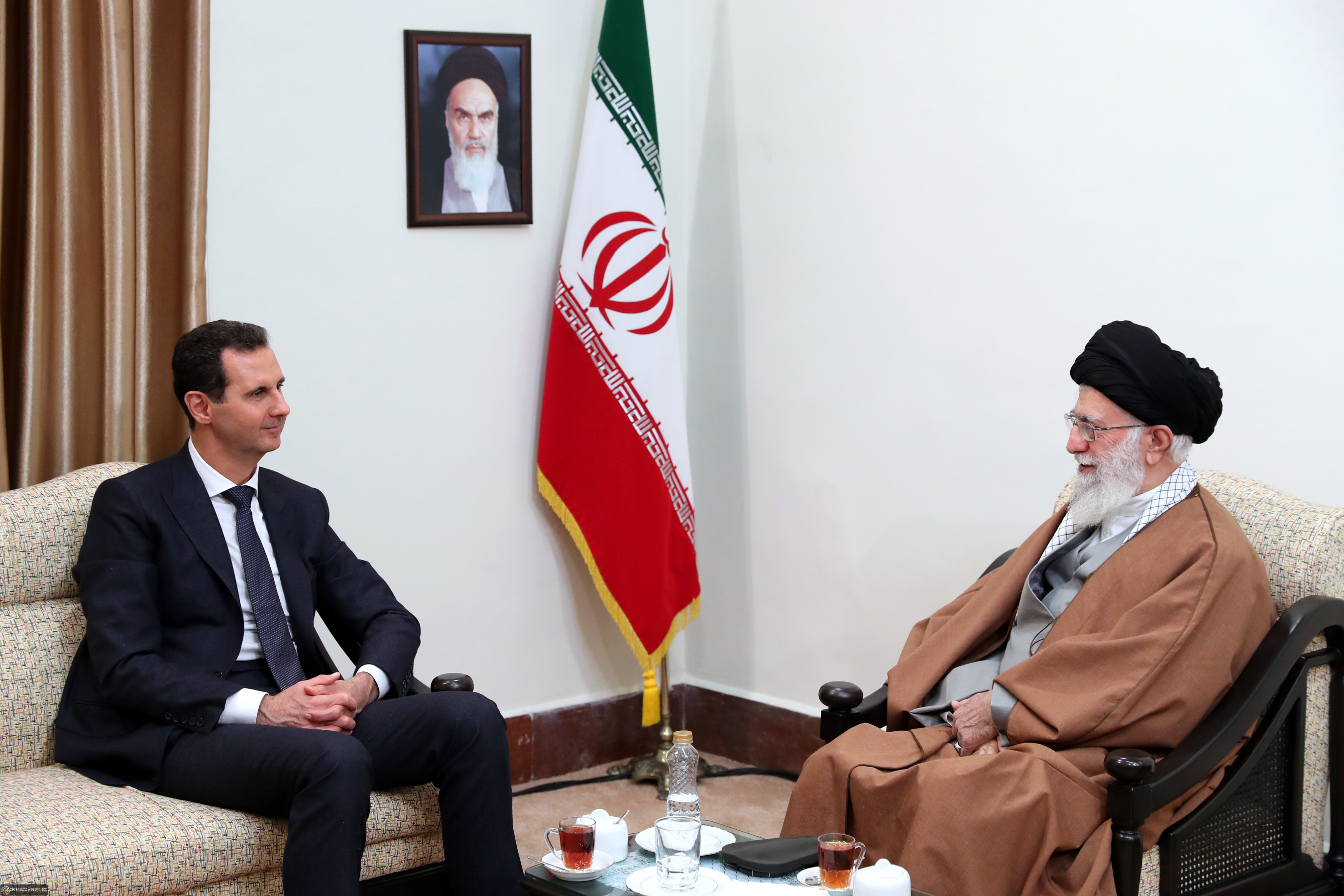
دیدار سید علی خامنه‌ای و بشار اسد

علی خامنه‌ای در سپتامبر ۲۰۱۱ به صراحت اعلام کرد که طرفدار دولت سوریه است. هنگامی که جنگ داخلی سوریه آغاز شد، گزارش‌های فزاینده ای در مورد حمایت نظامی ایران و آموزش نیروری نظامی ایرانی در سوریه وجود داشت. ایران و سوریه متحدان استراتژیک نزدیکی هستند و ایران پشتیبانی قابل توجهی از دولت سوریه در جنگ داخلی سوریه می‌کند از جمله پشتیبانی لجستیکی، فنی و مالی و همچنین آموزش و برخی از ارسال نیروهای رزمی. ایران بقای دولت سوریه را برای منافع منطقه ای خود بسیار مهم می‌داند.
سرویس‌های امنیتی و اطلاعاتی ایران (از جمله اطلاعات سپاه که زیر نظر مستقیم خامنه‌ای است) برای حفظ قدرت بشار اسد به ارتش سوریه مشاوره و کمک کردند. این کمک‌ها شامل آموزش، پشتیبانی فنی و نیروهای رزمی است. هزاران عامل ایرانی - تا پایان سال ۲۰۱۳ حدود ۱۰ هزار نفر از طرف دولت در جنگ داخلی سوریه شرکت کرده‌اند. این افراد شامل نیروهای منظم و اعضای شبه نظامیان است. در سال ۲۰۱۸، تهران گفت که طی هفت سال گذشته ۲۱۰۰ سرباز ایرانی در سوریه و عراق کشته شده‌اند. ایران همچنین مشارکت شبه نظامیان شیعه را از سراسر منطقه برای جنگ در سوریه، از جمله حزب‌الله لبنان ،لشکر فاطمیون، لشکر زینبیون، جنبش مقاومت اسلامی نجباء، کتائب سید الشهداء، حشد شعبی و کتائب حزب‌الله و سرایا المختار بحرین حمایت و تسهیل کرده است.
حمایت‌های ایران با بالا گرفتن جنگ داخلی سوریه ابعاد گسترده‌تری یافت و از کمک‌های تسلیحاتی و آنچه مقام‌های ایران «کمک‌های مستشاری» و «حضور مستشاری» می‌خوانند به کمک‌های مالی و تجاری و ارسال جنگ‌افزارهای و پهپاد رسید.
سال ۲۰۱۶ استفان دی میستورا، فرستاده ویژه سازمان ملل در سوریه، گفت حکومت ایران سالانه دست‌کم ۶ میلیارد دلار برای نگهداشتن حکومت بشار اسد در قدرت هزینه می‌کند در حالی که برخی از تحلیلگران این هزینه را بین ۱۵ تا ۲۰ میلیارد دلار در سال ارزیابی کرده‌اند.
برخی از فرماندهان بلندپایه سپاه پاسداران انقلاب اسلامی و ارتش جمهوری اسلامی ایران به دلیل دخالت در جنگ و کشتار گسترده شورشیان سوری و عراقی، نشان نظامی از دست رهبر و ولی فقیه ایران یعنی سید علی خامنه‌ای دریافت کردند.

### نیروهای نیابتی در جنگ برون‌مرزی
از گروه‌ها و نیروهای نیابتی جمهوری اسلامی ایران در مناطق فرامرزی، می‌توان به حزب‌الله لبنان، انصارالله یمن، طالبان افغانستان، حماس فلسطین، لشکر فاطمیون، لشکر زینبیون، جنبش اسلامی نیجریه، شبیحه سوریه، نیروهای دفاع ملی سوریه اشاره داشت. این گروه‌ها جهت جنگ نیابتی و سرنگونی دولت‌های مورد هدف جمهوری اسلامی ایران است. این گروهک‌ها به پشتیبانی و نیابت از نیروی قدس سپاه پاسداران انقلاب اسلامی در خاورمیانه می‌جنگند.

#### حزب‌الله لبنان
حزب‌الله لبنان با حمایت‌های جمهوری اسلامی ایران به سازمانی دارای کرسی‌هایی در دولت لبنان، رادیو و تلویزیون ماهواره ای (شبکه المنار)، برنامه‌هایی برای تبلیغ جایگاه اجتماعی و استقرار گسترده نظامیان در خارج از مرزهای لبنان تبدیل شد.این سازمان را «دولت پنهان» نامیده‌اند. ائتلاف ۱۴ مارس و ائتلاف ۸ مارس در مقابل حزب‌الله ایستادند. حزب‌الله پشتیبانی قاطعی را در بین جمعیت شیعیان لبنان حفظ کرده است، در حالی که اهل سنت با دستور کار این گروه اختلاف نظر داشته‌اند. پس از پایان اشغال اسرائیل در جنوب لبنان در سال ۲۰۰۰، قدرت نظامی آن رشد چشمگیری یافت، به گونه ای که شاخه شبه نظامی آن قدرتمندتر از ارتش لبنان تلقی می‌شود. حزب‌الله از ایران آموزش نظامی، اسلحه و حمایت مالی دریافت می‌کند و در سوریه از حمایت سیاسی برخوردار است. حزب‌الله همچنین در جنگ ۲۰۰۶ لبنان علیه اسرائیل جنگید.
سید حسن نصرالله، دبیرکل حزب‌الله لبنان در اولین سالگرد جنگ اسرائیل و حزب‌الله لبنان، در مصاحبه اختصاصی با صدا و سیمای جمهوری اسلامی اعلام کرد که در طول جنگ از «سرپرست و رهبرش»، علی خامنه‌ای «رهنمود و راهنمایی» دریافت می‌کرده است.
حزب‌الله یکی از مبارزان اصلی در جنگ داخلی سوریه بوده و به تضمین بقای دولت اسد مورد حمایت ایران کمک کرده است. پشتیبانی فعال و استقرار نیروها از سال ۲۰۱۲ آغاز شد و پس از آن به‌طور مداوم افزایش یافت. حزب‌الله چندین هزار جنگجو در سوریه مستقر کرد و تا سال ۲۰۱۵ تاکنون ۱۵۰۰ جنگنده را در جنگ از دست داد. حزب‌الله همچنین برای جلوگیری از نفوذ شورشیان از سوریه به لبنان بسیار فعال بوده است، زیرا یکی از فعال‌ترین نیروهای درگیر جنگ داخلی سوریه در لبنان است. گفته می‌شود تا مارس ۲۰۱۹، ۶۷۷ مبارز حزب‌الله لبنان در سوریه کشته شده‌اند.

### بحران خلیج فارس
در ۱۳ تیر ۱۳۹۸ اخباری مبتنی بر توقیف نفت‌کش «گریس ۱» در منطقه جبل الطارق توسط نیروی دریایی انگلستان منتشر شد. خبر نشان می‌داد این نفت‌کش متعلق به یک شرکت روسی است که نفت ایران را حمل می‌کرده است. طبق ادعای انگلستان این نفت‌کش قصد داشته دو میلیون بشکه از نفت ایران را به پالایشگاه‌های سوریه برساند. این توقیف مورد اعتراض دولت روحانی قرار گرفت. در ۲۸ تیر ۱۳۹۸، یک فروند نفتکش انگلیسی با نام استنا ایمپرو (stena impero) هنگام عبور از تنگه هرمز به علت رعایت نکردن قوانین و مقررات بین‌المللی دریایی بنا به درخواست سازمان بنادر و دریانوردی استان هرمزگان، توسط یگان شناوری منطقه یکم نیروی دریایی سپاه توقیف شد. به فاصله زمانی کوتاهی دومین نفتکش انگلیسی نیز توسط ایران توقیف شد. اتفاقات مذکور، تنش فی‌مابین ایران و انگلستان را افزایش داده، زمینه برخی نگرانی‌ها را در این رابطه فراهم نمود.

#### حمله به تأسیسات نفتی آرامکو
حمله به تأسیسات نفتی آرامکو، حمله‌ای بود که در ۱۴ سپتامبر ۲۰۱۹ تأسیسات تولید نفت آرامکو سعودی در بقیق و خریص در شرق عربستان سعودی را هدف قرار داد. جنبش انصارالله یمن مسئولیت این حمله را بر عهده گرفت و آن را حمله‌ای پهپادی نامید. از سویی ایالات متحده، جمهوری اسلامی ایران را مسئول این حملات قلمداد نمود که ایران این اتهام را رد کرد. سخنگوی نیروی هوایی ارتش یمن نیز اظهارات دربارهٔ مداخله ایران یا عراق در این حمله را قویا رد کرد. به ادعای رویترز در یکی از این جلسات که در منزل آیت الله خامنه‌ای رهبر جمهوری اسلامی تشکیل شد، خامنه‌ای موافقت خود را با این حمله اعلام کرد اما تحت این شرط سخت، که «نیروهای ایرانی هیچ فرد غیرنظامی یا آمریکایی را هدف قرار ندهند.» با این حال رویترز می‌نویسد این موضوع را نمی‌تواند تأیید کند.

#### ترور قاسم سلیمانی و افزایش تنش با آمریکا
در ساعات اولیهٔ ۱۳ دی ۱۳۹۸، قاسم سلیمانی، فرماندهٔ نیروی قدس سپاه پاسداران انقلاب اسلامی همراه با نه تن دیگر از اعضای سپاه قدس و حشد الشعبی در حمله هوایی ایالات متحده به فرودگاه بین‌المللی بغداد کشته شدند. ترور قاسم سلیمانی، خیلی سریع به ترند خبرگزاری‌های بین‌المللی تبدیل شد و زمینهٔ نگرانیهای بین‌المللی دربارهٔ افزایش تنشهای فی‌مابین ایران و ایالات متحده را فراهم ساخت. وزارت امور خارجه ایالات متحده آمریکا دلیل این حمله را انتقام از کشته شده‌های خود و جلوگیری از هدف قرار دادن نیروهای آمریکایی توسط قاسم سلیمانی اعلام کرد.
علی خامنه‌ای، در پیام خود گفت «راه او متوقف و بسته نخواهد شد» و عوامل کشتن قاسم سلیمانی را تهدید به «انتقام سخت» کرد.
در ۱۷ دی ۱۳۹۸ مجلس ایران همهٔ اعضای وزارت دفاع ایالات متحده و شرکت‌ها و مؤسسات وابسته آن را «تروریست» اعلام کرد و بودجهٔ جاری سپاه قدس را ۲۰۰ میلیون یورو افزایش داد. به گفتهٔ رئیس مجلس، علی خامنه‌ای اجازهٔ برداشت ۲۰۰ میلیون یورویی از صندوق توسعه ملی ایران را داده است.

#### حمله ایران به پایگاه‌های هوایی آمریکا در عراق
در ساعات اولیه ۱۸ دی ۱۳۹۸ ایران عملیاتی با نام «شهید سلیمانی» با پرتاب ده‌ها موشک بالستیک از کرمانشاه به سمت پایگاه عین‌الاسد آمریکا در استان انبار عراق آغاز نمود. جمهوری اسلامی ایران با این حمله به عملی نمودن تهدیدهای خود مبنی بر انتقام خون قاسم سلیمانی اقدام کرد.

#### انیمیشن ترور ترامپ در تارنمای خامنه‌ای
در تارنمای سید علی خامنه‌ای، انیمیشن دربارهٔ ترور ترامپ در زمین گلف منتشر شد که سخنگوی کاخ سفید در واکنش به این انیمیشن گفت که پیش‌تر هم، شاهد رفتارهای توهین‌آمیز رهبر جمهوری اسلامی بوده‌ایم.

#### توقیف نفت‌کش کره جنوبی
در روز ۱۵ دی ۱۳۹۹، نیروی دریایی سپاه پاسداران نفتکش (HANKUK CHEMI) متعلق به کره جنوبی و خدمه آن را توقیف کرد. جمهوری اسلامی علت توقیف را «آلودگی زیست‌محیطی» خواند و خواستار پرداخت غرامت توسط کره جنوبی شد. این توقیف در آستانه سفر معاون وزارت خارجه کره جنوبی به ایران جهت مذاکره برای آزادسازی ۸ میلیارد دلار پول ایران در بانک‌های کره بود. پس از توقیف کره جنوبی یک یگان مقابله با دزدی دریایی فرستاد تا با ائتلافی به رهبری آمریکا مشارکت کند. ایالات متحده این توقیف را «تلاش آشکار آن برای اخاذی از جامعه بین‌المللی در راستای کاهش فشار تحریم‌ها» نامید و گفت که این عمل «حقوق و آزادی تردد دریایی در خلیج فارس را تهدید می‌کند.» آمریکا به همراه کره جنوبی خواستار آزادی فوری کشتی و خدمه آن شد.

### برنامه ۲۵ ساله ایران و چین
غلامرضا مصباحی‌مقدم عضو مجمع تشخیص مصلحت نظام اعلام کرد که سند همکاری ۲۵ ساله با چین قبل از تحریم‌ها و زمانی شکل گرفته است که رهبر جمهوری اسلامی پیام خاصی و فرد خاصی را به چین فرستاد و با رئیس‌جمهوری چین گفتگو کرد و تا پیش از این، عزمی در رفتار دولت روحانی در رابطه با روسیه و چین وجود نداشته است. به علاوه، در پشت صحنه کوتاهی یک برنامه تلویزیونی ایران، مجیدرضا حریری رئیس اتاق بازرگانی ایران و چین می‌گوید که «ما پیام نظام را به چینی‌ها دادیم نه پیام دولت». به گفته وی «آنها می‌دانند که دولت کاره‌ای نیست». او همچنین در این برنامه می‌گوید که «علی لاریجانی با پیام کتبی علی خامنه‌ای به چین رفته است» و «رهبری علی لاریجانی و حسین آقامحمدی مشاور اقتصادی‌اش را به چین فرستاد تا پیام نظام برای بازسازی روابط اقتصادی را ببرند». وی همچنین افزود که «کلمه به کلمه مذاکرات با رهبر «چک» می‌شده».
پنج شنبه ۹ مرداد ۱۳۹۹ منصور حقیقت‌پور، مشاور علی لاریجانی، در روزنامه شرق اظهار کرد او مدنظر علی خامنه ای برای پیگیری این قرارداد مهم بوده تا مناسبات ایران و چین در این قرار داد مدیریت شود و در نتیجه یک سند «اجرایی و عملیاتی» پدید آید. مشاور او اضافه کرد خامنه ای به علی لاریجانی اعتماد بالایی داشته و «نقش ویژه‌ای» را در ایجاد این توافق بازی می‌کرده است. در مهر ۹۹، محمود واعظی، تأیید کرد که علی لاریجانی «مسئول پیگیری سند همکاری راهبردی ایران و چین است.».

## اینترنت و شبکه‌های اجتماعی
در دوران رهبری خامنه‌ای بر ایران، این کشور شاهد ورود فناوری‌های نوین ارتباطی همانند اینترنت بود. با این‌که جمعیت زیادی از جوانان ایران به اینترنت دسترسی دارند، خدمات اینترنت در این کشور با محدودیت‌هایی روبرو است که اغلب از سوی نهادهای مرتبط با رهبر اعمال می‌شوند. به گفته احمد علم‌الهدی، خامنه‌ای مخالف بالا بردن سرعت اینترنت در ایران است و برای مقابله با آن دستور داده است. با این حال دفتر خامنه‌ای در فضای مجازی فعالیت دارد و علاوه بر اداره یک سایت اینترنتی بسیار فعال و به لحاظ فنی پیشرفته، بر روی شبکه‌های اجتماعی فیس بوک، توییتر و اینستاگرام نیز حضور دارد. به باور خامنه‌ای استفاده از فیس بوک در شرایطی که موجب «مفسده، تقویت دشمنان اسلام یا خوف ارتکاب گناه» نباشد بلامانع است.
او در فروردین ۱۴۰۰ فضای مجازی ایران را «وِل» توصیف کرد و خواستار مدیریت آن شد.

### بسته شدن حساب‌های شبکه‌های اجتماعی
اینستاگرام در ۱۸ دی‌ماه ۱۳۹۸ حساب کاربری انگلیسی زبان علی خامنه‌ای را بست. پیش از این نیز حساب‌های توییتر وی از دسترس خارج شده بود. منابع خبری در ایران همچنین اعلام کردند که همزمان تعداد زیادی از صفحات منتسب به فرماندهان سپاه مسدود شده است.
در ۳ بهمن ۱۳۹۹، شبکه اجتماعی توئیتر، یک حساب کاربری خامنه‌ای را بخاطر انتشار تصویری که در آن یک جنگنده بر بالای دونالد ترامپ رئیس‌جمهور سابق آمریکا، پرواز می‌کند، مسدود کرد. در این تصویر نوشته شده که انتقام حتمی است و ترامپ در زمین گلف بازی می‌کند. توییتر اعلام کرد که به علت «نقض قوانین توییتر» حساب را بسته است.